# Gesvres-le-Chapitre
Gesvres-le-Chapitre is een gemeente in het Franse departement Seine-et-Marne (regio Île-de-France) en telt 141 inwoners (1999). De plaats maakt deel uit van het arrondissement Meaux.

## Geografie
De oppervlakte van Gesvres-le-Chapitre bedraagt 4,3 km², de bevolkingsdichtheid is 32,8 inwoners per km².
De onderstaande kaart toont de ligging van Gesvres-le-Chapitre met de belangrijkste infrastructuur en aangrenzende gemeenten.

## Demografie
Onderstaande figuur toont het verloop van het inwonertal (bron: INSEE-tellingen).